# Клод Леві-Строс
Клод Леві́-Строс (інколи трапляється написання прізвища Леві-Стросс; фр. Claude Lévi-Strauss; 28 листопада 1908, Брюссель, Бельгія — 30 жовтня 2009, Париж) — французький антрополог, етнограф, соціолог і культуролог, засновник і творець школи структуралізму в етнології, дослідник і компаративіст систем спорідненості, міфології і фольклору.

## Біографія
Клод Леві-Строс народився 28 листопада 1908 року в Брюсселі в родині бельгійського художника.
Вивчав право і філософію в Сорбонні. Також відвідував семінари французького етнографа і соціолога Марселя Мосса (фр. Marcel Mauss).
Після закінчення університету і служби в армії викладав у ліцеї.
У 1935 році разом з дружиною Клод Леві-Строс вирушив до Бразилії, де незабаром став професором університету в Сан-Паулу.
Після завершення 1-го навчального року в університеті Сан-Паулу подружжя Леві-Строс здійснило дослідницьку експедицію вглиб Бразилії до поселень індіанців кадіувеу та бороро. Етнографічну колекцію, зібрану під час поїздки, було показано на виставці в Парижі. Ця експозиція викликала значне зацікавлення, що посприяло Леві-Стросу в отриманні фінансової підтримки для продовження польових досліджень.
Леві-Строс повернувся до Бразилії, де організував нову мандрівку до індіанців намбіквара та тупі-кавахіб, що тривала більше року.
Досвід і свої роздуми щодо поїздок до бразильських індіанців Леві-Строс виклав у науково-популярній книзі «Печальні тропіки» (перше видання вийшло друком у 1955 році, принісши автору популярність; у 1984 році перекладена і видана в СРСР російською).
На початку Другої світової війни у зв'язку з окупацією нацистами Франції Леві-Стросу, єврею за походженням, було небезпечно лишатися в Парижі та у Франції загалом. Деякий час він викладав у ліцеї в Перпіньяні (південь Франції), згодом призначений професором філософії у Політехнічній школі Монпельє, звідки його звільнили із запровадженням расистських обмежень.
Завдяки спеціальній Програмі з порятунку європейських учених, організованої Рокфелером, Леві-Стросу було запропоноване місце викладача в США (1940). У Нью-Йорку він читав лекції з соціології та етнології у вечірньому університеті для дорослих. В Америці вчений спілкувався з багатьма видними фахівцями у сфері лінгвістики, антропології, етнології тощо, в першу чергу, з «батьком» американської антропологічної школи Ф.Боасом.
На початку 1945 року Леві-Строс повернувся до Франції, але незабаром знову вирушив до США, цього разу уже як радник з питань культури французького консульства в Нью-Йорку. На цій посаді вчений перебував до 1947 року. Наступного 1948 року, Леві-Строс повернувся до Парижа, отримав докторський ступінь в Сорбонні за праці «Родинне і соціальне життя індіанців намбіквара» та «Елементарні структури спорідненості».
Наприкінці 1940-х — на початку 1950-х рр. Леві-Строс вів активну наукову і викладацьку діяльність у Франції. Він керував одним із напрямків у Національному центрі наукових досліджень (фр. Centre national de la recherche scientifique, CNRS), одночасно читаючи лекції й обіймаючи посаду заступника директора з питань етнології в паризькому Музеї людини. Також Леві-Строс очолив п'яту секцію Прикладної школи вищих студій (фр. École pratique des hautes études), раніше керовану Марселем Моссом. За його керівництва секцію з релігійних студій перейменували на Секцію порівняльного релігієзнавства неписьменних народів.
У 1952 році на замовлення ЮНЕСКО Леві-Строс написав роботу «Раса та історія», присвячену полікультурності світу й міжкультурним взаєминам.
На початку 1960 року Леві-Строс очолив кафедру соціальної антропології в Колеж де Франс (фр. Collège de France). На базі цього закладу вчений створив Лабораторію соціальної антропології з метою провадження, в тому числі і молодими фахівцями, дослідницької роботи. У Лабораторії велась підготовка дисертацій, організовувались різноманітні заходи, зокрема й експедиції в наукових цілях у найвіддаленіші куточки планети. Незабаром в установі співпрацював інтернаціональний за складом колектив фахівців.
У 1961 році Леві-Строс разом з лінгвістом Емілем Бенвеністом і географом П'єром Гуру заснував французький академічний антропологічний часопис «Людина» (фр. l'Homme), що за концепцією відповідав англомовним Man і American Antropologist.

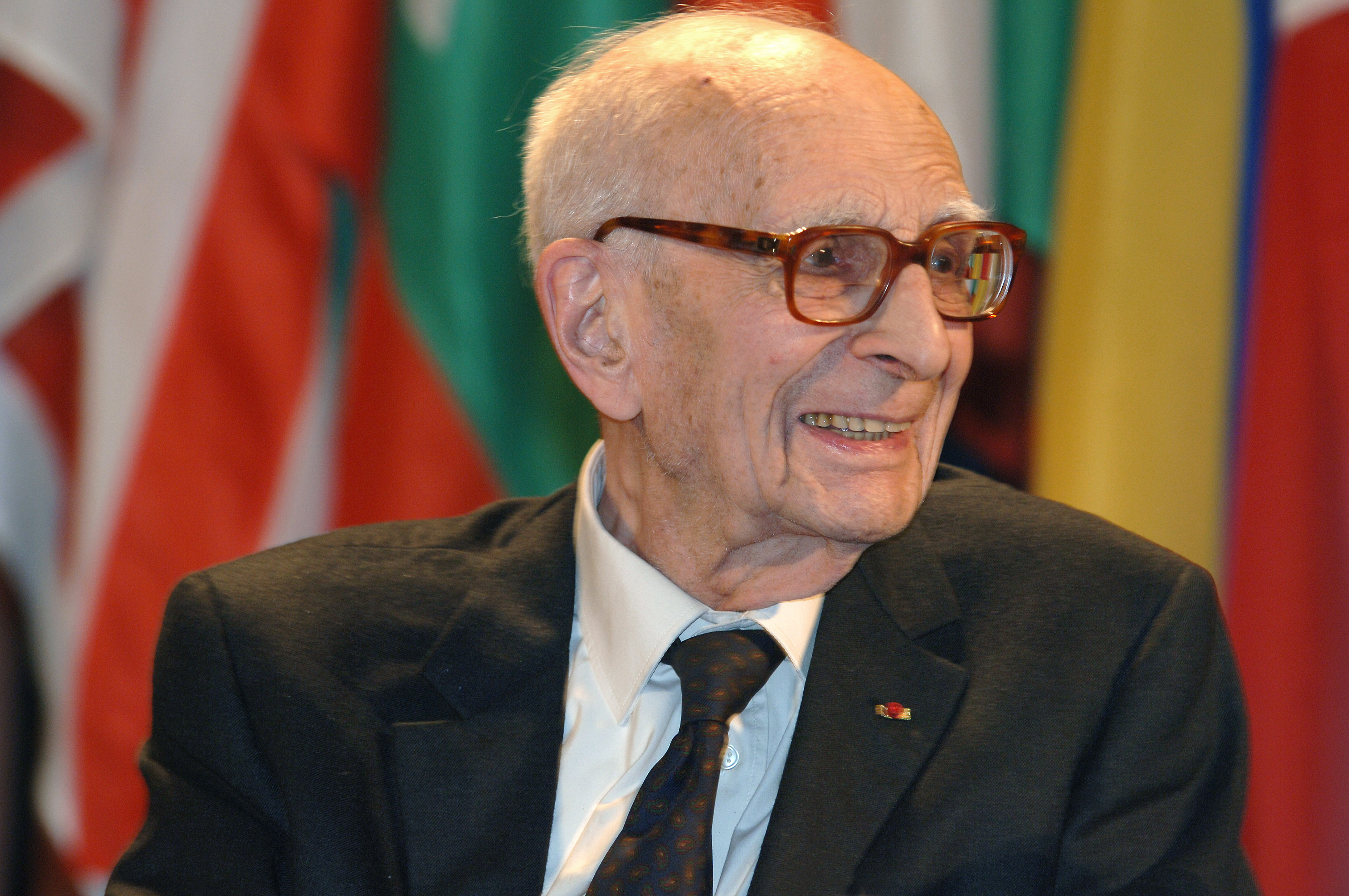
Клод Леві-Строс, 2005

У 1971 році Леві-Строс закінчив останній (4-й) том найвідомішої своєї праці «Міфологіки» (фр. Mythologiques).
У 1973 році Леві-Строса відзначили найвищою відзнакою інтелектуала Французької Академії наук.
Вчений був почесним членом багатьох наукових товариств по всьому світу, мав почесні наукові звання Оксфордського, Гарвардського і Колумбійського університетів. Леві-Стросса було відзначено низкою національних і міжнародних нагород та премій.
Навіть на пенсії, будучи вже у похилому віці (1990—2000-ні рр.) Леві-Строс час від часу продовжував публікувати свої рефлексії про мистецтво, музику, поезію, брав участь у різноманітних заходах, конференціях і семінарах тощо.
Клод Леві-Строс помер 30 жовтня 2009 року у Парижі.

## Концепція структурної антропології
Леві-Строс прагнув досліджувати різноманітні явища культури через виявлення загальних систем елементів, що лежать в їхній основі. Такі системи він називав структурами, а оскільки зосереджувався на людському аспекті, то називав свій метод структурною антропологією.
Вивчаючи співвідношення біологічного (природного) і соціального у людській поведінці, Клод Леві-Строс дійшов висновку, що розуміння культури тієї чи іншої спільноти можливе, якщо зрозуміти яким у цій культурі бачиться світ. Таким чином на поведінку людини найбільший вплив мають символічні форми, традиції і ритуали, прийняті у конкретно цій культурі. Досліджуючи структури, що лежать в їх основі, можливо адекватно зрозуміти культуру.
На думку Леві-Стросса, прийняття в соціумі певного формального способу спілкування — конкретної мови, може визначити суспільні інститути й взаємини, спроможне, як стимулювати його розвиток, так і стримувати його, консервуючи певний соціальний рівень суспільства. Водночас учений в жодному разі не відкидає впливу зовнішніх чинників на розвиток соціальних груп.
Важливим постулатом структурної антропології Леві-Строса стало тлумачення міфу й сакрального знання як фундаментального змісту колективної свідомості, підвалин стійких соціальних структур. Міф, за Леві-Строссом, є проявом логічного мислення, проте  обмеженого в знаннях про світ, тому в міфі людина виражає одні речі через інші з допомогою символів. У міфі на основі подібності пов'язуються різнорідні елементи, світ уявляється як протистояння опозицій на кшталт добра-зла, божественного-людського, чоловічого-жіночого. Завдяки цьому складається несуперечливе (хоча й абсурдне без розуміння сенсу символів даної культури) уявлення про світ і виникає основа для діяльності в ньому.
Вчений навіть зробив суперечливі пошуки позасоціальної основи суспільного життя, зводячи її до обрахунків і формалізації стереотипів людської поведінки. Безперечною заслугою Клода Леві-Строса є міждисциплінарність досліджень первісного суспільства і мислення доісторичної людини, обробка величезного фактологічного матеріалу й вироблення на його основі теорії первісного мислення як метафоричного сприйняття дійсності на чуттєвому рівні.

## Твори
- La Vie familiale et sociale des indiens Nambikwara («Родинне і соціальне життя індіанців намбіквара», 1948).
- Les Structures élémentaires de la parenté («Елементрані структури споріденості», 1949)
- Race et histoire («Раса та історія», 1952)
- Tristes tropiques («Печальні тропіки», 1955)
- Anthropologie structurale («Структурна антропологія», 1958)
- Le Totemisme aujourdhui («Сьогодення тотемізму», 1962)
- La Pensée sauvage («Первісне мислення», 1962)
- Mythologiques I—IV («Міфологіки», 1964, 1966, 1968, 1971)
- Anthropologie structurale deux («Структурна антропологія-2», 1973)
- La Voie des masques («Шлях масок», 1972)
- Paroles donnés (1984)
- Le Regard éloigne («Погляд звідалля», 1983)
- La Potière jalouse (1985)
- De Près et de loin (1988)
- Histoire de lynx (1991)
- Regarder, écouter, lire (1993)
- Saudades du Brasil, (1994)

Переклади українською К. Леві-Строса
- Леві-Строс К. Структурна антропологія. Пер. з французької Зоя Борисюк. — К.: Вид-во Соломії Павличко «Основи», 1997. — 387 с.
- Леві-Строс К. Первісне мислення. — К.: Український центр духовної культури, 2000. — 324 с.